# Občina Miren - Kostanjevica
Občina Miren - Kostanjevica je ena od občin v Republiki Sloveniji. Ustanovljena je bila leta 1994, ko se je odcepila iz Mestne občine Nova Gorica.

## Zgodovinski razvoj občine
Ozemlje današnje občine Miren-Kostanjevica je bilo razdeljeno med dve okrožji, in sicer med goriško in istrsko. V okrožju Gorica in njenemu podrejenemu okraju Gorica sta podobčini Bilje in Kostanjevica (danes Kostanjevica na Krasu) spadali v glavno občino Renče, podobčini Miren in Orehovlje pa v glavno občino Miren. Obe glavni občini sta bili podrejeni distriktu Renče. Podobčine Lipa, Vojščica in Temnica z Novelom so bile v glavni občini Komen, ki pa je bila podrejena distriktu Rihemberk (današnji Branik) v goriškem okraju in okrožju Gorica. Podobčini Opatje selo in Sela (danes Sela na Krasu) pa sta bili poleg še nekaterih drugih na obeh straneh današnje meje del glavne občine Devin, ki je spadala v distrikt Devin v tržaškem okraju, to pa v okrožje Istra.
Med letoma 1850 in 1851 so bile na območju današnje občine Miren-Kostanjevica ustanovljene štiri upravne občine, ki so tako kot že predhodne glavne občine zajemale tudi kraje na ozemlju današnje Italije. Občina Opatje Selo je tako obsegala katastrske občine Opatje selo s frakcijami Lokvica in Nova vas, Sela s frakcijo Hudi log in Dol s frakcijo Vrh. Občini Miren so pripadale katastrske občine Miren, Bilje, Orehovlje, Vrtoče, Gabrje, Peč, Rubije, Rupa in Sovodnje. V okviru občine Temnica so bile katastrske občine Temnica s krajem Novelo, Lipa in Kostanjevica, občina Vojščica pa je obsegala samo katastrsko občino Vojščica.

#### Po prvi svetovni vojni
Občine, ki so obsegale kraje današnje občine Miren-Kostanjevica so bile v okviru goriškega okrožja najprej del videmske pokrajine, januarja 1927 pa so prešle v okvir novoustanovljene goriške pokrajine.
Že pred prvo svetovno vojno so si prebivalci Rupe in Peči prizadevali, da bi dobili svojo občino pa tudi Vrh se je želel odcepiti od občine Opatje selo ter se priključiti sovodenjski občini, vendar se nič od tega ni zgodilo. Podobno usodo je doletela tudi katastrska občina Vrtoče, nekakšno enklavo občine Sovodnje, ki se ji, obkroženi z občinami Miren, Bilje, Renče, Temnica in Opatje selo, kljub večkratnim poskusom nikakor ni uspelo rešiti iz objema sovodenjske občine. Zadnji poskus odcepitve od občine Sovodje in priključitev k mirnski občini je zabeležen v zapisnikih občinskega sveta in sklepov podesta-ja aprila in decembra leta 1926.
Prvi sta se s kraljevim odlokom, 24. novembra 1927, združili občini Miren in Sovodnje v skupno občino Miren. Takrat je prišla v občino Miren ponovno tudi katastrska občina Vrtoče. Naslednje leto je prišlo še do združenja preostalih občin. Občina Bilje se je, 1. marca 1928, priključila občini Renče in s tem prenehala obstajati kot samostojna občina. Občina Temnica je od 28. junija 1928 pokrivala tudi ozemlje dotedanje občine Vojščica. Občini Opatje selo pa sta bili s 5. julijem dodeljene zgolj štiri občine.

#### Čas nove oblasti in uprave: 1943-1994
Obravnavano območje je bilo razdeljeno na osnovne enote upravne ureditve, kar pomeni na kraje in enote s tem imenom. Slednje je obstalo do aprila 1952. Enote so bile po obsegu znatno manjše kakor stare občine v obdobju avstrijske in italijanske vladavine. Po temelji enoti so se imenovali organi nove oblasti – krajevni narodnoosvobodilni odbori (KNOO), ki so bili večinsko oblikovani leta 1944, ko so nosilci partizanskega boja in revolucije izvedli volitve, kakor so si jih takrat zamišljali in kakor jih je bilo v danih razmerah mogoče izpeljati.
Vsaka vas, kjer je bila osnovna celica OF, je oblikovala tudi svoj KNOO. Tako je bilo tudi na območju Mirna, Bilj in okolice ter na goriškem Krasu. Organizacija gosto razporejenih osnovnih organov nove oblasti se je prilagajala tedanjim razmeram, saj so bili ti organi pretežno v službi oskrbovanje partizanskih vojaških enot, hkrati pa so lahko dobro obvladovali teren. Omenjeno nalogo so opravljali do konca vojna in še nekoliko dlje.
Obravnavano območje je bilo do avgusta 1944 razdeljeno med dva okraja, poimenovana po sedežih delovanja: mirensko-biljenski del je spadal v okraj Miren, kraški del pa v okraj Komen. Miren je torej postal sedež okraja. Po širini je bil ta okraj precej ozek, po dolžini pa precej raztegnjen. Vanj je spadalo ozemlje, ki ga okvirno lahko omejimo od Oseka preko Kromberka in Ajševice do Štandreža in Sovodenj, mimo Doberdoba, Opatjega sela in Renč do Zalošč. Po sedežu okraja se je imenoval tudi okrajni narodnoosvobodilni odbor Miren, ki je izvajal upravo z več odseki in oddelki, ki so pokrivali posamezne resorje.
Obdobje do konca vojne do podpisa mirovne pogodbe Jugoslavije z Italijo 20. februarja 1947 so si organizirane politične sile t.i. ljudske oblasti tudi na območju Mirna prizadevale za njeno priznanje in priključitev tega ozemlja k Jugoslaviji.
Iz pregleda začasne upravno-teritorialne ureditve Slovenskega Primorja po stanju 1. maja 1947 je za obravnavano območje razvidno naslednje stanje krajev, katastrskih občin ali njihovih delov, ki so bili takrat še vedno v coni A:
| Kraj                         | Katastrska občina                      | Naselje                                             |
| ---------------------------- | -------------------------------------- | --------------------------------------------------- |
| Bilje                        | Bilje, Orehovlje                       | Bilje, Orehovlje                                    |
| Kostanjevica                 | Kostanjevica                           | Kostanjevica                                        |
| Miren                        | Miren (del), Rupa (del), Vrtoče        | Miren, Rupa, Vrtoče                                 |
| Lipa-Temnica (sedež Temnica) | Lipa, Temnica                          | Lipa, Novelo, Temnica                               |
| Opatje selo                  | Dol (del), Opatje selo, Nova vas, Sela | Dol (del), Lokvica, Opatje selo, Nova vas, Hudi log |
| Vojščica                     | Vojščica, Sela (del)                   | Vojščica, Sela                                      |

Prvič so z republiškim zakonom, ki je zajel tudi priključene dele Primorske, določili upravno-teritorialno ureditev 17. februarja 1948. Z njo se je nekoliko spremenilo stanje krajev, katastrskih občin ali njihovih delov in naselij:
| Kraj         | Katastrska občina                 | Naselje                                  |
| ------------ | --------------------------------- | ---------------------------------------- |
| Bilje        | Bilje                             | Bilje                                    |
| Kostanjevica | Kostanjevica                      | Kostanjevica                             |
| Miren        | Miren, Orehovlje, Vrtoče          | Miren, Orehovlje, Vrtoče                 |
| Opatje selo  | Nova vas, Opatje selo, Sela (del) | Nova vas, Lokvica, Opatje selo, Hudi log |
| Temnica      | Lipa, Temnica                     | Lipa, Novelo, Temnica                    |
| Vojščica     | Sela (del), Vojščica              | Sela, Vojščica                           |

Aprila 1952 sta bili za obravnavano območje uzakonjeni dve občini, in sicer občina Kostanjevica in občina Šempeter pri Gorici. Pripadnost katastrskih občin ali njihovih delov in naselij je bila razdeljena tako:
| Občina              | Katastrska občina | Naselje                 |
| ------------------- | ----------------- | ----------------------- |
| Kostanjevica        | Kostanjevica      | Kostanjevica na Krasu   |
|                     | Lipa              | Lipa                    |
|                     | Nova vas (del)    | Nova vas                |
|                     | Opatje selo (del) | Lokvica, Opatje selo    |
|                     | Sela na Krasu     | Hudi log, Sela na Krasu |
|                     | Temnica           | Novelo, Temnica         |
|                     | Vojščica          | Vojščica                |
| Šempeter pri Gorici | Bilje             | Bilje                   |
|                     | Miren (del)       | Miren                   |
|                     | Orehovlje         | Orehovlje               |
|                     | Vrtoče            | Vrtoče                  |

Prav kmalu, že 30. junija 1952, pa je prišlo do spremembe. Od občine Šempeter pri Gorici so razen Bilj odcepili preostalo ozemlje katastrskih občin in naselij ter ustanovili občino Miren. Ta je obsegala naslednje katastrske občine in naselja:
| Občina | Katastrska občina | Naselje   |
| ------ | ----------------- | --------- |
| Miren  | Miren (del)       | Miren     |
|        | Orehovlje         | Orehovlje |
|        | Vrtoče            | Vrtoče    |

Do junija 1944, ko je prišlo ponovno do večjih sprememb, je obravnavano območje torej spadalo pod tri občine: Kostanjevica, Miren in Šempeter pri Gorici. Gre za čas, ko se je zaradi družbeno-ekonomskih sprememb začenjal razvoj v smeri krepitve občin, ki naj bi postajale sposobne za samostojen razvoj. V tem oziru je pomenila ustanovitev dveh občin na območju, ki ga obravnavamo, precejšen korak naprej in premik v smeri njegove okrepitve in razvoja. Obstoj obeh občin in poslovanje njunih organov pa sta bila kratkotrajna. S sprejemanjem zakonodaje, 28. junija 1955, so sledile precejšnje spremembe, ki so bistveno vplivale na položaj tega območja, kajti ta zakonodaja je obema občinama napravila konec. Ostala je le šempetrska občina, ki je bila precej povečana in dobila nov naziv občina Šempeter pri Novi Gorici. V njen okvir so vključili mirensko-biljenski del in manjši kraški del iz prejšnje občine Kostanjevica, ostali kraški del pa je bil priključen občini Komen. Stanje pripadnosti katastrskih občin in naselij ali njihovih delov je bilo naslednje:
| Občina                   | Katastrska občina   | Naselje                                  |
| ------------------------ | ------------------- | ---------------------------------------- |
| Komen                    | Kostanjevica        | Kostanjevica na Krasu                    |
|                          | Lipa                | Lipa                                     |
|                          | Sela na Krasu (del) | Hudi log, Korita na Krasu, Sela na Krasu |
|                          | Temnica             | Novelo, Temnica                          |
|                          | Vojščica            | Vojščica                                 |
| Šempeter pri Novi Gorici | Bilje               | Bilje                                    |
|                          | Gaberje ob Vipavi   | Miren (del)                              |
|                          | Miren (del)         | Miren (del)                              |
|                          | Nova vas (del)      | Nova vas                                 |
|                          | Opatje selo (del)   | Lokvica, Opatje selo                     |
|                          | Orehovlje           | Orehovlje                                |
|                          | Vrtoče              | Vrtoče                                   |

#### Ustanovitev današnje občine Miren-Kostanjevica
29. decembra 1993 je predsednik Republike Slovenije, Milan Kučan, izdal ukaz o razglasitvi zakona o lokalni samoupravi, ki ga je 21. decembra istega leta, na seji sprejel Državni zbor Republike Slovenije. Ta zakon je bil izhodišče Zakonu o ustanovitvi občin ter o določitvi njihovih območij (ZUODNO). S tem zakonom, iz 4. oktobra 1994, je bila ustanovljena, poleg drugih tudi občina Miren-Kostanjevica. Občina Miren-Kostanjevica je v zakonu navedena v 2. členu pod zaporedno številko 70, njen obseg pa je bil določen z območij petnajstih naselij in sicer: Bilje, Hudi log, Korita na Krasu, Kostanjevica na Krasu, Lokvica, Miren, Nova vas, Novelo, Opatje selo, Orehovlje, Sela na Krasu, Temnica, Vojščica in Vrtoče. Vsa omenjena naselja so prej spadala v občino Nova Gorica, ki se je s spremembo lokalne samouprave razdelila na štiri nove občine: Mestno občino Nova Gorica ter občine Kanal, Brda in prej omenjena občina Miren-Kostanjevica. Po zakonu je bil za sedež občine določen Miren, prvi občinski svet pa je štel 15 članov.

## Župani
Od nastanku občine leta 1994 je njen župan postal Zlatko Martin Marušič, ki je vodil občino kar pet zaporednih mandatov. Po županskih volitvah 2014 pa je župan Občine Miren-Kostanjevica Mauricij Humar.

## Geografske značilnosti
Občina Miren-Kostanjevica obsega Naselja iz območja Vipavske doline in Krasa. 
V dolinskem predelu občine so tla flišnata oziroma prodnata, pokrivajo pa jih naplavine in rodovitna rjava prst. V Kraškem delu pa prevladuje za kras značilno kamnito ozemlje, kjer vpliv vode na apnenec ustvarja posebne površinske oblike, jame in značilna podzemeljska pretakanja.
Podnebje tu je submediteransko. Značilne so mile zime in zmerno vroča poletja ter okrog 1500 mm letnih padavin z viškom pozno spomladi in jeseni. Submediteransko podnebje pomembno krojita neprestano menjavanje toplega, vlažnega jugozahodnika, imenovanega mornik, in burje, sunkovitega severovzhodnika, ki se pojavlja ob vdorih hladnega zraka s celine. 

#### Kraške jame
V občini obstaja več znanih jam:
- Klobasja jama
- Lojzova jama
- Krompirjeva jama
- Jama Pečinka

### Gospodarstvo
Sredozemski vplivi se zrcalijo tudi v videzu in gospodarskih razmerah. Poteze tradicionalne kulturne pokrajine se kažejo predvsem v obdelavi kmetijskih zemljišč in poselitvi. Skozi stoletja se je oblikoval in ohranjal značilen vzorec zemljiške rabe, ki je odseval polikulturno, samooskrbno naravnano kmetovanje. 
Prebivalci so se pred prvo svetovno vojno preživljali pretežno s kmetijstvom. Ker so bile kmetije odločno premajhne, so ljudje, ki so živeli in delali na njih, iskali dodatne vire zaslužka v nekmetijskih dejavnostih, kot so čevljarstvo, opekarstvo, kamnoseštvo, furmanstvo itd. 
Današnja pridelava poljščin in reja živine sta odsev načrtnega usmerjanja kmetijstva v zadnjih tridesetih in več letih, ko so poskušali z agrotehničnimi posegi intenzivirati kmetijsko pridelavo na obsežnih, zlasti nižinskih predelih Vipavske doline. Zgradili so obsežne osuševalne in namakalne sisteme.
Pri kmetovalcih, ki imajo majhno posest, je izrazita usmeritev v rekreativno in samooskrbno kmetovanje. Posledica take usmeritve je nastanek vinogradniških ali manjših obhišnih njivskih parcel, ki so pogosto obdelane na način velikih vrtov, na katerih je moč pridelati dovolj zelenjave in sadja za potrebe lastnega gospodinjstva. 
Zaradi razpršene industrializacije so tudi v podeželskih središčih nastajale majhne tovarne, ki so tukajšnjemu prebivalstvu omogočile, da je ostalo doma. Večinoma so se industrijska podjetja razvila iz majhnih obrtnih podjetjih.
Današnje industrijske panoge izkoriščajo zadostno število delovne sile in deloma prevladujejo surovine iz neposrednega zaledja. 
V zadnjem času se predvsem v zaledju večjih mest (Nova Gorica, Šempeter pri Gorici) krepi podjetništvo, pri čemer imata pomembno mesto tako proizvodna kot storitvena obrt. 

## Znamenitosti
- Pomnik braniteljem slovenske zemlje Cerje na Krasu .Po načrtih in na pobudo arhitekta Darka Likarja so nekdanji borci območja vztrajali pri postavitvi razglednega stolpa na pred tem goli vzpetini Cerje. Notranjost po dozidavi služi za različne razstave.
- Mirenski Grad je 120 metrov visoka dominantna vzpetina nad krajem Miren pri Novi Gorici. Nahaja se v sklopu treh dominantnih vzpetin, ki si v rahlem loku sledijo v smeri od Severozahoda proti Vzhodu, zato je bil ta grič pomembna strateška točka priča krvavim spopadom v 1. in 2. svetovni vojni. Ime je dobila po srednjeveškem gradu. Danes je priljubljena romarska in izletniška točka.

#### Tradicionalna praznovanja v občini Miren-Kostanjevica
Praznik Špargljev (Orehovlje),
Pohod po Biljenskih gričih (Bilje),
Mirenska kvaternica (Miren),
Ciljanje pirhov (Miren),
Rola se mi tudi brez alkohola (Bilje),
Kraški pohod brez meja (Sela na Krasu),
Pot miru na Krasu - V letu 2003 je Občina Miren-Kostanjevica pristopila k projektu poimenovanem "Poti miru na Krasu". Cilj projekta je ohranitev dediščine prve svetovne vojne na območju občine, v povezavi s partnerji pa tudi v širšem obmejnem območju. Projekt je sofinanciran z evropskimi sredstvi v okviru Phare programa čezmejnega sodelovanja med Slovenijo in Italijo. Projekt predstavlja veliko priložnost za večjo prepoznavnost občine in za njeno turistično promocijo, domačinom pa nudi možnost razvoja turističnih, gostinskih in drugih dejavnosti. 

## Društva
V občini delujejo tudi naslednja društva:

#### Kulturna društva
- Kulturno društvo Bilje,
- Kulturno društvo »Simon Jenko« Temnica,
- Kulturno umetniško društvo »Tabor« Vojščica,
- Oktet Rožmarin iz Temnice,
- Pevsko društvo Miren-MOPZ »Anton Klančič« Miren,
- Prosvetno društvo »Kras« Opatje selo,
- Vokalna skupina »Chorus'97« Miren.

#### Športna društva
- Balinarsko športno društvo Orehovlje,
- Jamarski klub Temnica,
- Nogometno društvo Adria Miren,
- Športno društvo Bilje,
- Športno društvo Grive Miren,
- Športno društvo »Kras« Opatje selo,
- Športno društvo »Cominum« Vojščica,
- Športno društvo Vojščica.

#### Humanitarna in ostala društva
- Aktiv kmečkih žena Orehovlje-Miren,
- Društvo žena Bilje,
- Krajevna organizacija Rdečega križa Bilje,
- Župnijska Karitas Miren,
- Društvo upokojencev Bilje,
- Društvo upokojencev Kostanjevica na Krasu,
- Društvo upokojencev Miren,
- Prostovoljno gasilsko društvo Kostanjevica na Krasu,
- Turistično društvo I. Svit goriški kras Lokvica.

## Naselja v občini
- Bilje s 1121 prebivalci,
- Hudi Log s 23 prebivalci,
- Korita na Krasu s 46 prebivalci,
- Kostanjevica na Krasu s 317 prebivalci,
- Lipa z 92 prebivalci,
- Lokvica z 82 prebivalci,
- Miren s 1498 prebivalci,
- Nova vas s 57 prebivalci,
- Novelo s 54 prebivalci,
- Opatje selo s 377 prebivalci,
- Orehovlje s 494 prebivalci,
- Sela na Krasu s 156 prebivalci,
- Temnica s 151 prebivalci,
- Vojščica z 222 prebivalci,
- Vrtoče z 51 prebivalci.

## Galerija
- Borojevičev prestol
- Jama Pečinka